# Les P'tites Michu

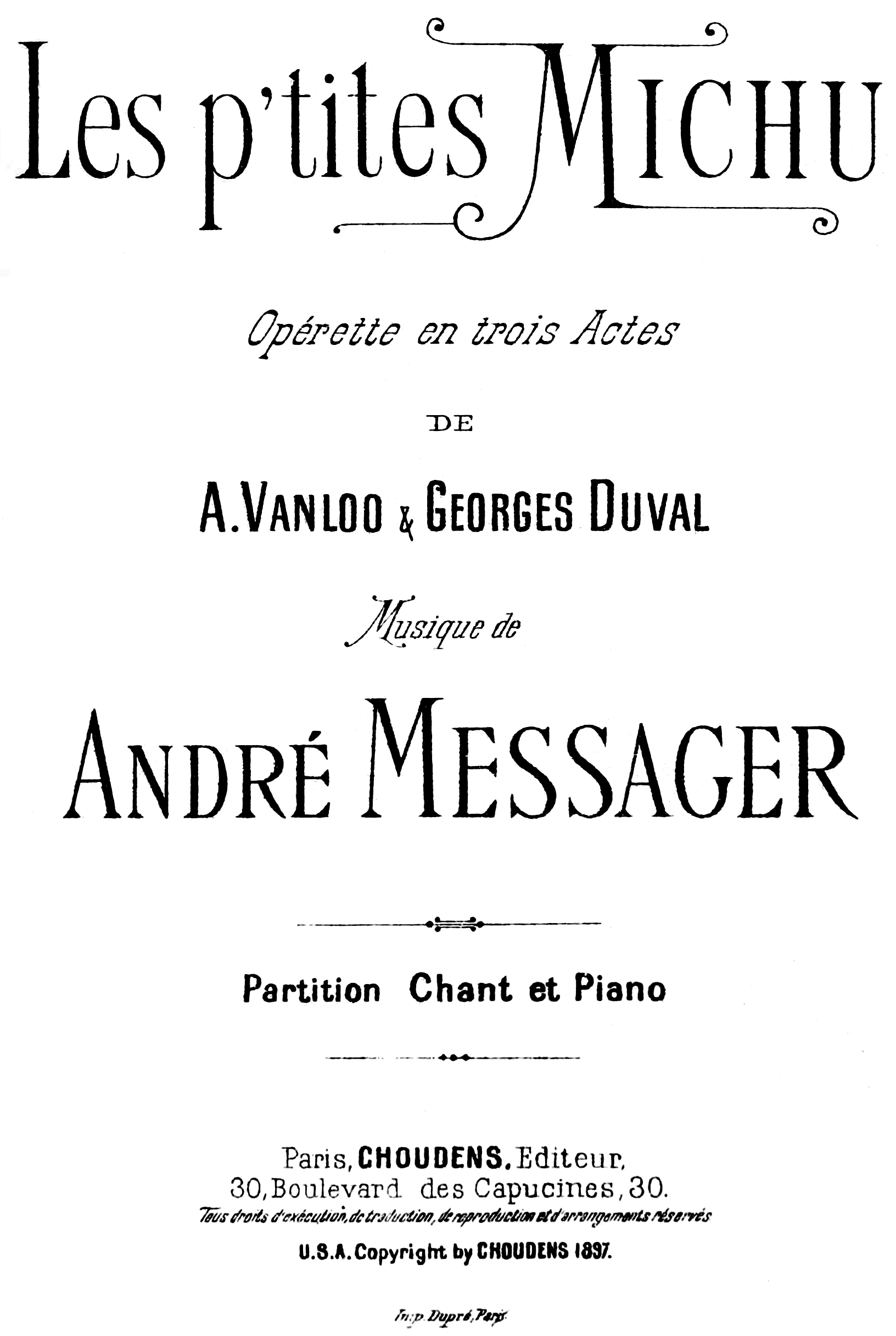
Page-titre de la réduction pour piano par le compositeur - Paris, 1897

Les p'tites Michu est une opérette en trois actes, sur une musique d'André Messager et un texte d'Albert Vanloo et Georges Duval.
La pièce se déroule à Paris dans les années qui ont suivi la Révolution française et dépeint les complications qui ont suivi la confusion des identités de deux filles dans leur enfance.
L'œuvre est créée au Théâtre des Bouffes-Parisiens, à Paris, le 16 novembre 1897 et fut représentée plus de 150 fois d'affilée. Elle devient rapidement un succès international, avec des productions sur quatre continents, dont une série inhabituellement longue de 400 représentations à Londres, et des reprises ultérieures à Paris.

## Contexte et première production
Après un succès considérable en 1890 avec son opéra-comique, La Basoche Messager connaît une série d'échecs plus tard durant la décennie. Parmi ceux-ci, Madame Chrysanthème (1893) ne se joua que 16 fois à Paris, Mirette (1894), écrit pour Londres, connut un parcours décevant, et Le chevalier d'Harmental (1896) ne fut représenté que six fois à l'Opéra Comique. Une opérette, La fiancée en loterie (1896), réalise 71 représentations et une «pièce fantastique», La montagne enchantée (1897), ferme après 35 représentations. Découragé par ces échecs, Messager résolut de ne plus composer et se retira dans un cottage de la campagne anglaise avec sa femme, l'autrice-compositrice irlandaise Hope Temple. En 1897, il reçoit un livret non sollicité. Il ne sait pas à l'époque que trois autres compositeurs l'ont déjà refusé ; il commence à composer et termine la partition en trois mois.
La première représentation eut lieu au Théâtre des Bouffes-Parisiens le 16 novembre 1897, avec Odette Dulac dans l'un des rôles-titres, avec une production de plus de 150 représentations.

## Distribution
| Rôle              | Type de voix  | Premier casting, 16 novembre 1897 (chef d'orchestre : André Messager) |
| ----------------- | ------------- | --------------------------------------------------------------------- |
| Général des Ifs   | basse         | Barral                                                                |
| Michou            | baryton       | Victor Rénard                                                         |
| Aristide          | ténor         | Maurice Lamy                                                          |
| Bagnolet          | ténor         | Brunais                                                               |
| Gaston Rigaud     | baryton       | Henri Marchand                                                        |
| Marie Blanche     | soprano       | Alice Bonheur                                                         |
| Blanche Marie     | soprano       | Odette Dulac                                                          |
| Mlle Herpin       | mezzo-soprano | Léonie Laporte                                                        |
| Madame Michu      | soprano       | Vigouroux                                                             |
| Madame Rousselin  | soprano       | Lérys                                                                 |
| Madame Saint-Phar | soprano       | Yrven                                                                 |

## Synopsis
En 1793, l'épouse du marquis des Ifs meurt en couches. Le marquis, avant de disparaître pour échapper à l'arrestation des forces révolutionnaires, confie la petite fille aux Michus, versant à la famille une somme d'argent qui leur permet d'ouvrir une boutique prospère. Les Michus ont eux-mêmes une fille. Pendant le bain des deux bébés, M. Michu les mélange et ne sait pas distinguer lequel est lequel.
Acte 1
Vers 1810, les filles, Blanche-Marie et Marie-Blanche, ont grandi ensemble, se croyant jumelles, et vont à l'école sous la direction militaire de Mlle Herpin.
Aristide, l'employé des Michu, est amoureux d'une des filles mais ne sait pas laquelle. Le marquis des Ifs, devenu général, envoie Bagnolet retrouver sa fille, dont il a promis la main au lieutenant Gaston Rigaud, un officier qui lui a sauvé la vie. Il s'avère que Gaston est le neveu de Mlle Herpin, et en rendant visite à sa tante, les filles rencontrent le beau lieutenant, et toutes deux sont enchantées. Bagnolet retrouve les Michu. Ils sont gênés de ne pouvoir dire laquelle des filles est la fille du général.
Acte 2 
Le général et ses invités attendent l'arrivée de sa fille. Quand les Michu arrivent, le général est impatient de leur explication : il veut savoir quelle fille est sa fille et épousera le lieutenant. Sachant que sa sœur est amoureuse de Gaston, Blanche-Marie décide de «se sacrifier» et identifie sa sœur comme la fille du général.
Acte 3
Le cœur triste, Blanche-Marie se résigne à épouser Aristide, qu'elle trouve extrêmement inintéressant. En revanche, et au grand étonnement de son fiancé et du Marquis, Marie-Blanche va aider à la boutique à chaque occasion. Elle se rend compte qu'elle a commis une erreur : sa sœur aime Gaston, et elle préférerait elle-même la vie commune de la boutique et le mariage avec Aristide.
Le jour du double mariage, Marie-Blanche cherche un portrait de l'épouse du Marquis. Son idée est d'habiller Blanche-Marie comme la défunte marquise. La ressemblance est étonnante. Le marquis croit voir sa femme : Blanche-Marie doit être sa fille.
Les deux couples sont réassortis et tout se termine bien.
Madame Michu interdit à son mari de remettre les deux jeunes femmes à leurs mariés respectifs : «Ne les touchez pas, sinon vous les confondrez encore !»

## Numéros musicaux
Acte 1
- Ouverture

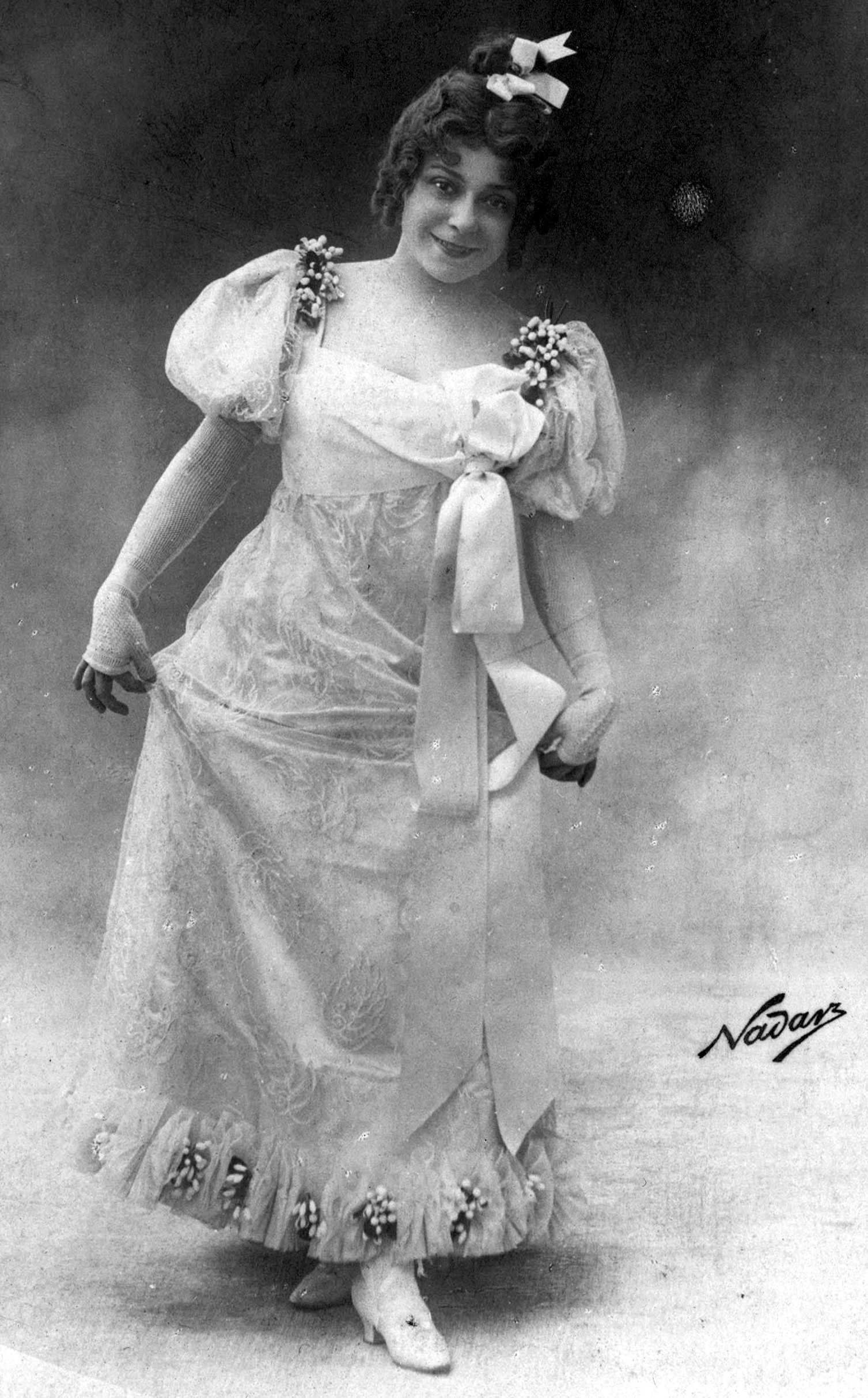
Mariette Sully dans le rôle de Marie-Blanche, reprise de 1899

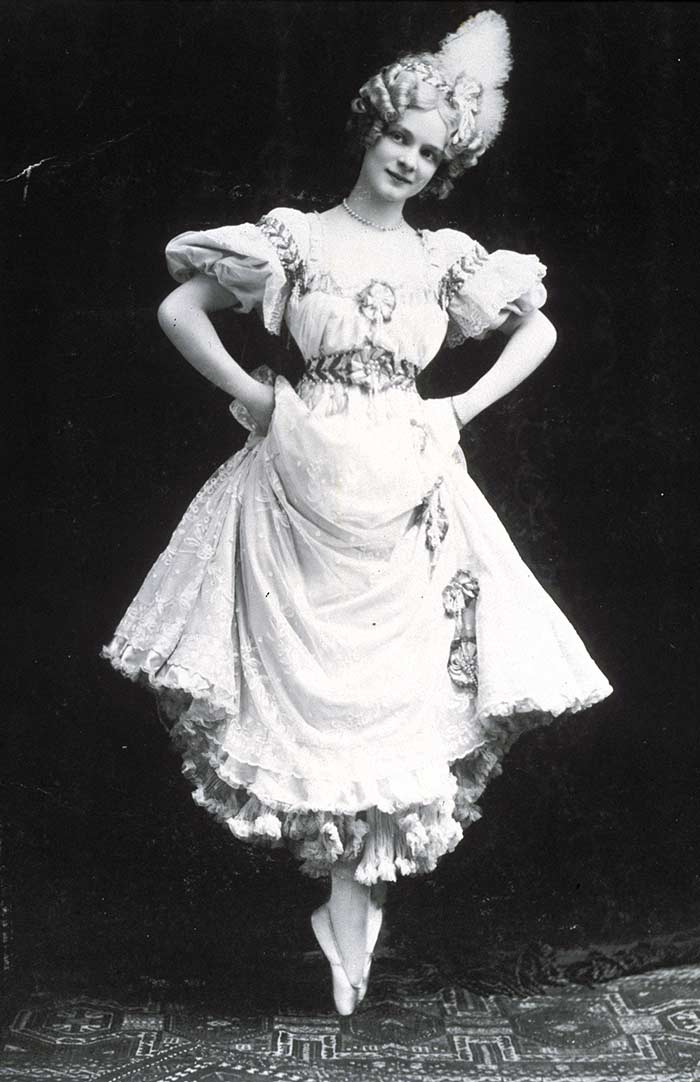
Adeline Genée dans la production londonienne, v.1900

- Chœur et couplets «Le tambour résonne» – Pensionnaires
- Duo «Blanche-Marie et Marie-Blanche» («Blanche-Marie et Marie-Blanche») – Les deux sœurs
- Madrigal «Quoi, vous tremblez ma belle enfant» - Gaston
- Trio «Michu ! Michu! Michu!» – Blanche-Marie, Marie-Blanche, Gaston
- Couplets «Sapristi! le beau militaire» – Marie-Blanche
- Trio «Nous v'là ! Nous v'là !» et couplets «A l'ouvrage le matin»  – Mme Michu, Michu, Aristide
- Ensemble «Voici papa, maman Gâteau»  – Blanche-Marie et Marie-Blanche
- Couplets «Blanche Marie, si douce» – Aristide
- Finale «Je viens d'entendre un roulement» - Tous

Acte 2
- Introduction et refrain «À la santé du général»
- Rondo «Non, je n'ai jamais vu ça» – Le Général
- Quatuor «Entre là» – Blanche-Marie, Marie-Blanche, les Michus
- Duo «Ah! Quel malheur, quel malheur»  – Blanche-Marie, Marie-Blanche
- Couplets «Me prenez-vous pour un conscrit» – Le général
- Prière «St-Nicolas» – Blanche-Marie, Marie-Blanche
- Trio «C'est la fille du général» – Blanche-Marie, Marie-Blanche, Gaston
- Finale : «Capitaine, approchez» et Couplets «Mesdames, grand merci» – Marie-Blanche

Acte 3
- Chœur et ensemble «À la boutique»
- Couplets «Comme une girouette mon cœur tournait» – Aristide
- Romance «Vois-tu, je m'en veux» – Blanche-Marie
- Chœur «Bonjour, mesdam's les mariées» et ronde des Halles «On peut chercher en tous pays» – Marie-Blanche
- Duo «Rassurez-vous Monsieur Gaston» – Blanche-Marie, Gaston
- Sextet «Assieds-toi là» – Blanche-Marie, Marie-Blanche, les Michus, Aristide, Gaston
- Finale «Blanche-Marie et Marie-Blanche» – Tous

## Reprises et adaptations
Une reprise au Théâtre des Folies-Dramatiques en 1899 mettait en vedette Mariette Sully et Jean Périer.
L'œuvre fut donnée en allemand à Berlin en décembre 1898. La même adaptation fut présentée à Vienne en septembre 1899 au Carltheater. La version allemande a également été vue à Cologne.
L'opérette fut donnée à Bruxelles en janvier 1899. Une production italienne a débuté au Teatro Constanzi de Rome en janvier 1900.
L'œuvre fut aussi jouée à Lisbonne en 1901 et à Alger en 1904.
La pièce connut une longue diffusion à Londres sous le titre The Little Michus. L'adaptation anglaise fut réalisée par Henry Hamilton, avec des paroles de Percy Greenbank, et produite par George Edwardes au Daly's Theatre (Leicester Square).
Le compositeur dirigea la première soirée, le 29 avril 1905, et la pièce dura 400 représentations. Il mettait en vedette Adrienne Augarde et Mabel Green, avec Robert Evett, Willie Edouin, Huntley Wright, Amy Augarde, Willie Warde, Ambrose Manning et Louis Bradfield 
Un rôle est spécialement ajouté pendant les répétitions pour la danseuse Adeline Genée.
Une bande dessinée introduite au cours de la générale montre un animal fictif appelé Gazeka (sorte de paresseux géant de Papouasie) qui devient une mode à Londres.
La première australienne de The Little Michus eut lieu en juin 1906 au Her Majesty's Theatre de Sydney.
Aux États-Unis, l'œuvre fut diffusée à Broadway en 1907, avec George Graves, Ruth Julian et Alice Judson dans les rôles principaux,, puis fut donnée pour la première fois en Nouvelle-Zélande en 1908.

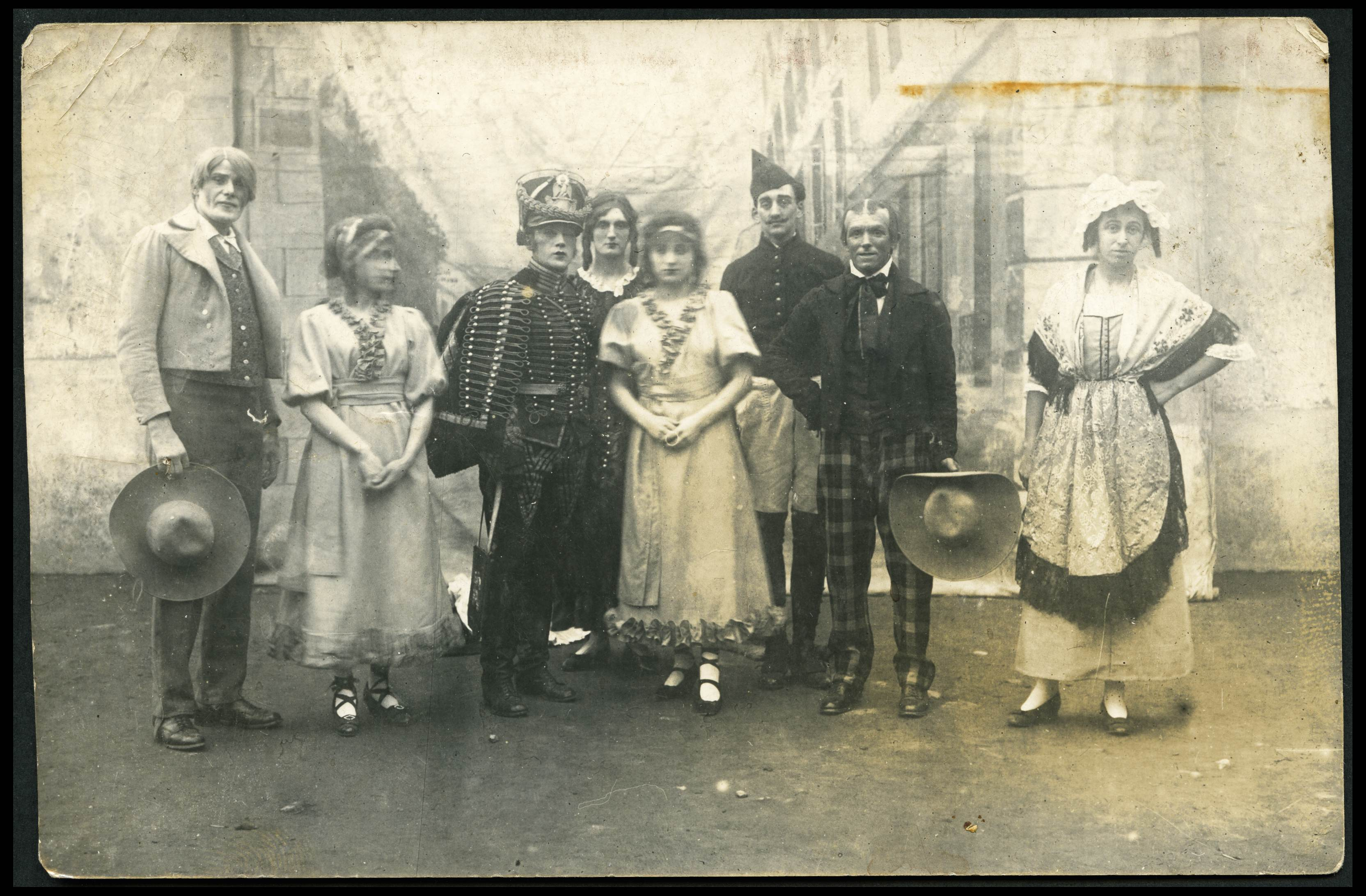
Reprise en 1921, à Paris. Les huit personnages principaux en costume.

## Enregistrements
Un DVD est sorti en 2005 d'une représentation complète de l'opéra donnée au Théâtre municipal de Clermont-Ferrand, en avril de la même année.
Un enregistrement de l'opéra complet a été réalisé en mai 2018 par la Compagnie Les Brigands, l'Orchestre National des Pays de la Loire et le Choeur d'Angers-Nantes Opéra, sous la direction de Pierre Dumoussaud, aux éditions Bru-Zane.